# Charles Blachford Mansfield
Pour les articles homonymes, voir Mansfield.
Charles Blachford Mansfield (1819-1855) est un chimiste et écrivain britannique, connu pour ses travaux sur le benzène et les hydrocarbures aromatiques.